# Forcipulatida
A Forcipulatida rend a tengericsillagok osztályához tartozik.

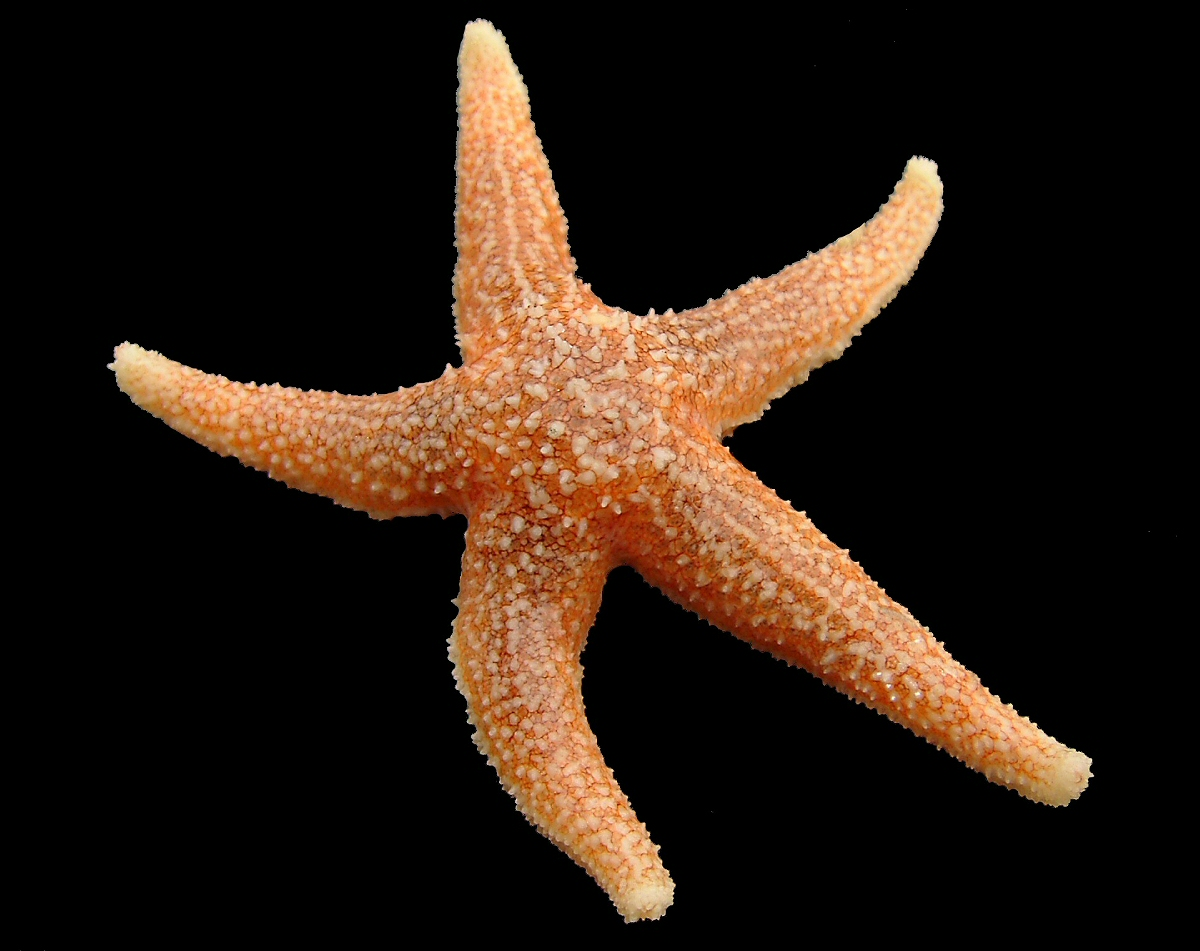
Asterias rubens

## Rendszerezésük
A rendbe 3 család tartozik.
- Asteriidae (Gray, 1840)
  - Ampheraster
  - Anteliaster
  - Aphanasterias
  - Asterias
  - Astrometis
  - Coronaster
  - Coscinasterias
  - Evasterias
  - Leptasterias
  - Lethasterias
  - Marthasterias
  - Orthasterias
  - Pedicellaster
  - Pisaster
  - Pycnopodia
  - Rathbunaster
  - Sclerasterias
  - Stenasterias
  - Stephanasterias
  - Stichastrella
  - Stylasterias
  - Tarsaster
  - Urasterias
- Heliasteridae (Viguier, 1878)
- Zoroasteridae (Sladen, 1889)